# 小松聖
小松 聖（こまつ さとし、1981年10月29日 - ）は、福島県いわき市出身の元プロ野球選手（投手、右投右打）、コーチ、プロスカウト。

## 経歴

### プロ入り前
いわき市立小名浜第一中学校から福島県立勿来工業高等学校に入学。3年夏は福島大会ベスト16。その後、東都大学野球リーグの国士舘大学に進学し、下級生の頃からベンチ入りしたものの在学中は2部リーグで優勝もなく、1学年下の小島紳二郎らに隠れて通算4勝に留まったが、西武のスカウトにはマークされていた。
2004年に社会人野球のJR九州に入社。都市対抗野球大会九州地区二次予選準決勝の日産自動車九州戦で先発したが序盤で打ち込まれて降板。秋の社会人野球日本選手権大会九州地区二次予選では第2代表決定戦となった九州三菱自動車戦で、3連投で本来の調子ではなかったエースの樋口龍美をリリーフして代表権獲得に貢献した。
2005年は樋口と町豪将の2人がプロ入りしてチームを抜け、140km/h前後の速球と2種類のスライダーを武器に台頭した。JABA四国大会では敢闘賞を受賞。第76回都市対抗野球大会九州予選では第1代表獲得に貢献する好投でMVPに選ばれた。本大会では、初戦で三菱重工神戸にサヨナラ勝ち、準々決勝ではホンダに勝利。準決勝では日産自動車に敗れたものの69年ぶりの4強入りを果たし、優秀選手賞を受賞。社会人野球日本選手権大会九州予選でも勝ち抜き、本大会では同年の都市対抗覇者三菱ふそう川崎との2回戦で先発して5安打9奪三振で完封勝利を挙げた。
2006年は大学の先輩でもある吉田博之監督の手の内を隠す方針でオープン戦にはほとんど登板せず、ここ一番の試合に限定して起用された。その信頼に応えて第77回都市対抗野球大会九州予選準決勝の日産自動車九州戦では1失点完投、第1代表決定戦の三菱重工長崎戦では完封し、前年に引き続き本大会出場に貢献した。本大会では初戦の西濃運輸戦でソロ本塁打1点に抑えたものの打線の援護が無く0-1で敗退。社会人野球日本選手権九州2次予選では、初戦の三菱重工長崎戦で1失点完投。連投となったホンダ熊本戦では完投したものの2本塁打を打たれ3-5で敗戦。敗者復活2回戦の日産自動車九州戦ではリリーフとして登板し3連投となったが、サヨナラ本塁打を打たれて代表権獲得はならなかった。しかし安定感の有る投球が評価され、同年のプロ野球ドラフト会議でオリックス・バファローズに希望枠で入団。

### オリックス時代
2007年7月16日に中継ぎとしてプロ初登板。9月9日の対福岡ソフトバンクホークス戦で、リードされた場面で登板し1回を無失点に抑えるとその後チームが逆転しプロ初勝利。ウエスタン・リーグでは26試合40回を投げて49奪三振、防御率3.15の成績を残した。
2008年は中継ぎとしてスタートしたが、先発に転向。4月9日の対ソフトバンク戦でプロ初先発し5回1失点で先発初勝利。4月16日の同カードでは9回二死まで1失点の好投で2勝目。セ・パ交流戦では初戦の対広島東洋カープ戦、2戦目の対東京ヤクルトスワローズ戦と連続KOされ、その後は中継ぎに回ったがリーグ戦再開後は先発に復帰。7月8日の対東北楽天ゴールデンイーグルス戦では9回1失点で初完投勝利を記録。7月28日の対埼玉西武ライオンズ戦以降は10試合に先発して9勝負け無し、シーズン最終登板となった9月28日の対西武戦で3度目の完投勝利を挙げ、球団では1995年の平井正史以来13年ぶりとなる15勝目を記録した。パ・リーグ球団との対戦成績は15勝1敗、防御率2.09。また、チームが敗れた次の試合で11度先発し10勝1敗と連敗を止める役割を果たした。クライマックスシリーズでは2戦目に先発したが敗戦投手となり、チームは敗退となった。シーズン終了後には、記者投票171票中170票という圧倒的な得票で新人王を獲得。
2009年は開幕前の3月に開催された第2回ワールド・ベースボール・クラシック(WBC)の日本代表に選出された。韓国との第2ラウンド1位決定戦で2番手として登板し、2回1/3を投げ無失点の5奪三振と完璧に抑え、勝利に貢献した。
シーズンでは4月3日の対ソフトバンク戦で初めて開幕投手を務めた。しかし、この試合で5回7失点と打ち込まれると、次の4月10日の対ロッテ戦でも5回途中6失点と打ち込まれ、翌日に二軍降格。4月24日の対日本ハム戦で一軍復帰を果たすも、7回途中で自己ワーストの11失点。以後も調子が上がらず、交流戦序盤で二軍降格。7月15日の対千葉ロッテマリーンズ戦（京セラドーム大阪）で2失点完投でシーズン初勝利を果たした。しかし、精彩を欠いた投球が多く、17試合で1勝9敗、防御率7.09と前年から大きく成績を落とした。

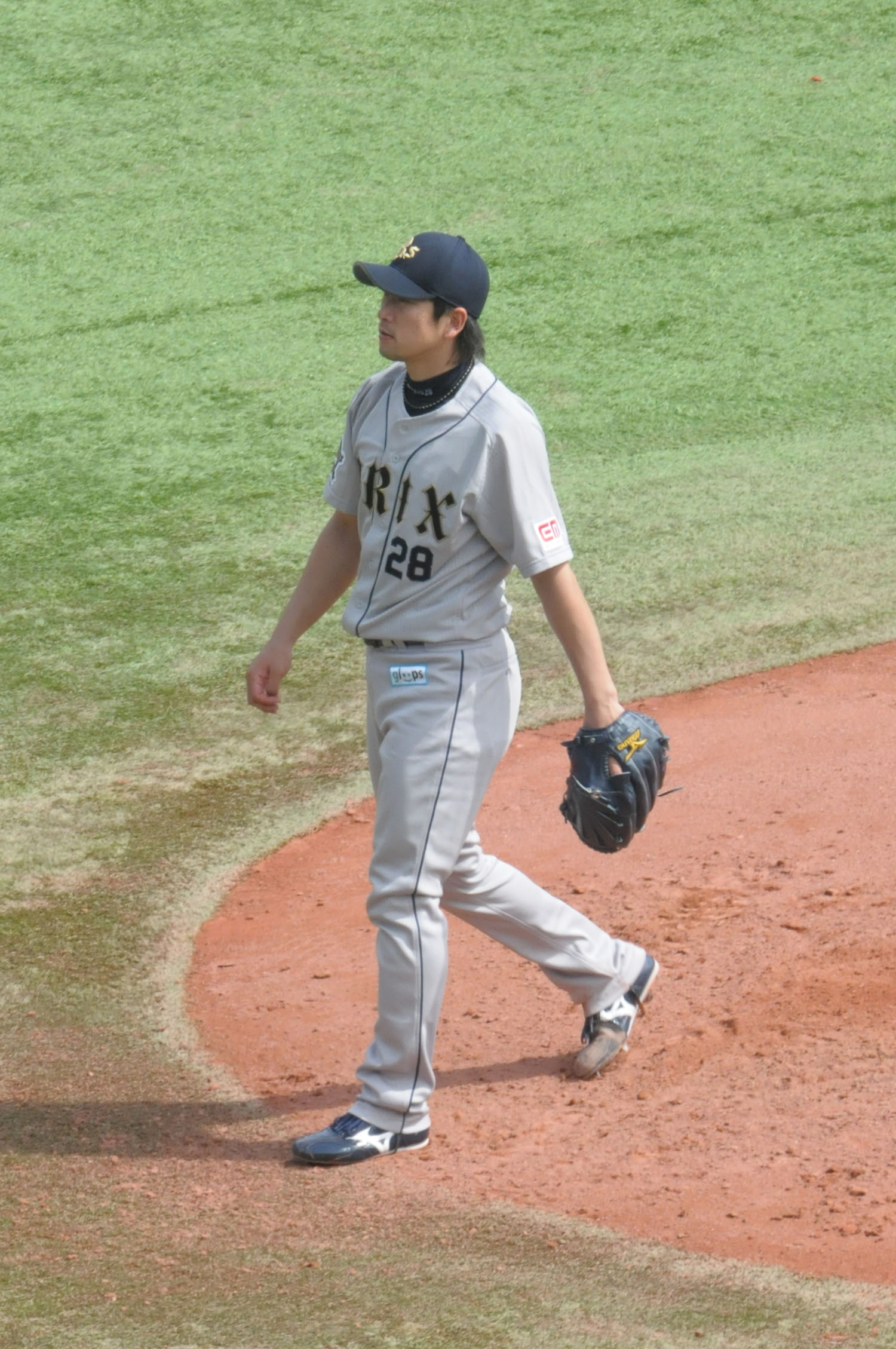
2012年7月8日 QVCマリンフィールドにて

2010年はキャンプに監督の岡田彰布からリリーフ転向を命じられ、抑え候補にも挙げられていたが調整の遅れもあり中継ぎとなる。開幕後はリリーフとして存在感を見せたが、岸田護が抑えに転向したことに伴い交流戦から先発に転向し、5月13日の対ヤクルト戦で5回2失点で勝利を挙げるなど、交流戦中先発5試合で2勝2敗であった。交流戦後も先発として起用されたが打ち込まれる場面が目立つようになり、7月以降はわずか1勝を挙げるのみに終わる。そして、8月27日の対北海道日本ハムファイターズ戦登板後に右肋骨が疲労骨折していたことが判明し登録抹消、そのままシーズン終了を迎えた。最終成績は29試合登板し、防御率4.77であったが、そのうちリリーフでは16試合登板で防御率1.69だったのと対照的に、先発では13試合登板で防御率5.51、4勝7敗であった。
2011年は怪我で開幕を二軍で迎える。5月10日にロングリリーフ要員として一軍に昇格したが、その日の登板で僅か0回1/3を投げて（かつ、アウトは犠飛によるもの）被本塁打1を含む被安打5の集中打で5失点を喫し、翌日に二軍落ち。防御率は135.00だった。以降は一度も一軍に昇格をすることなく二軍生活を送った。二軍ではチームで唯一規定投球回数に到達し、リーグ最多の98奪三振、防御率は3.02とウエスタン・リーグ3位ながら、6勝7敗と今一つの結果に終わった。この年、第一子となる長女が生まれた。
2012年も開幕を二軍で迎えたが、ファームでは当初抑えを務め、6月2日に一軍登録。しばらくはリリーフで登板を重ね、6月23日の対西武戦で3回無失点の好投を見せると、同月25日の同カードでは2回裏二死から登板して4回1/3を無失点に抑え、2010年7月31日楽天戦以来695日ぶりの白星を手にした。この好投を受け、7月1日の対ロッテ戦から先発に転向。途中3試合の救援登板も挟んだが、8月11日の対ロッテ戦で5回無失点に抑え、742日ぶりの先発勝利を挙げた。しかし、12試合のリリーフ（うち6試合は1イニング超のロングリリーフ）で1勝3ホールド、防御率2.21と好成績を残したのに対し、9度の先発では2勝5敗、防御率6.14と結果を残せず、2010年と同様の傾向を示す成績に終わった。
2013年は中継ぎで敗戦処理としての起用が多く、27試合に登板したが防御率4点台と安定感を欠いた。
2014年はさらに登板機会を減らし、わずか4試合の登板に終わった。
2015年は終盤近くに一軍登録され、9月18日の楽天戦で延長10回に6番手として登板し、プロ初セーブを挙げた。だが二軍暮らしが長かったこともあり、登板は12試合にとどまった。
2016年は開幕一軍入りするも開幕第2戦の西武戦で3番手として登板したが勝ち越され敗戦投手となり、その後二軍落ちした。6月に一軍昇格し、2試合登板するも再度二軍落ちした。その後は出番に恵まれず今シーズン限りで現役引退することを発表した。9月29日の楽天戦が引退登板で先発し、先頭の島内宏明に右前安打を打たれ降板した。これにより10年間の現役生活に幕を下ろした。

### 引退後
2017年からオリックスの二軍投手コーチに就任した。11月25日から台湾で開催される2017アジアウインターベースボールリーグにおいて、NPBウエスタン選抜の投手コーチを務める。
2020年は一軍投手コーチを務めた。2021年からはスカウトに転身する。

## 選手としての特徴
140km/h台後半の直球に鋭いスライダー、110km/h台のスローカーブのコンビネーションが武器。その他にもフォーク、シュートなども投じる。圧倒的なスピードボールを持っている訳ではないが、鋭い腕の振りから投じる変化球のキレは抜群であり、奪三振率の高さが持ち味の投手であった。

## 人物

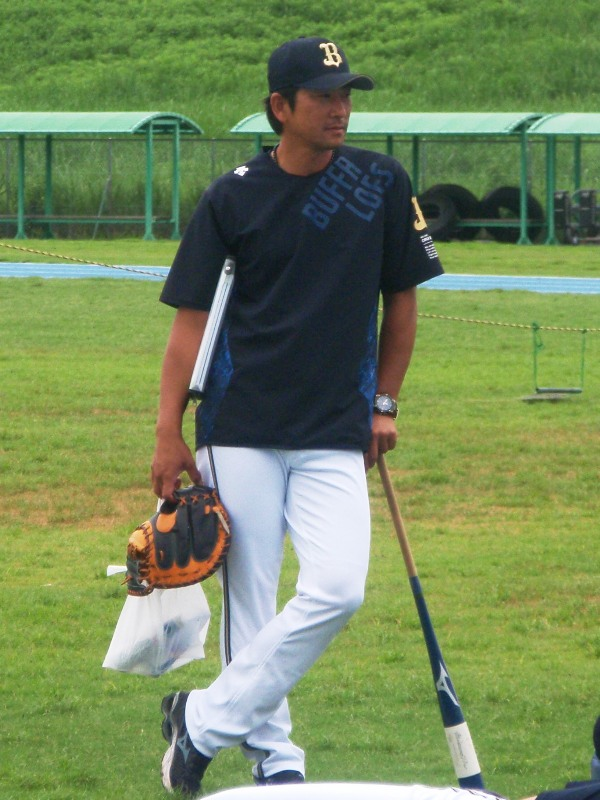
コーチ時代（2019年、ヤクルト戸田球場）

ヒーローインタビューではものまねタレントである山本高広の「キターッ!」のモノマネをする。「キタ、キタ、キタ、キタ、キターッ!」と言ったり、右手を上げた際、握り拳ではなくピースサインだったりなど独自のアレンジが加えられている。
2009年7月に元タレントの上條ひとみと入籍し、同年12月1日にハワイで挙式した。
2011年から、小松は愛犬団体であるONE LOVEへの賛同企画として、プロ野球公式戦において独自のルール（アウトごとに1000円、勝利・セーブ・ホールドごとに1万円など）によって決められた金額により、愛犬団体への寄付を開始した。小松は、「人にも犬にも夢を与えていきたい。野球選手であり愛犬家の自分ができることを、おもいっきりやってみたいと思うんです。」と話している。しかし、2011年は1試合のみの登板であったため、計算上の寄付金額はわずか1000円に終わってしまった。この寄付金額の算出方法はしばしばネット上で「小松式ドネーション（KD）」として投手の評価指標として用いられることがある。セイバーメトリクスの専門家である鳥越規央は2017年から2019年までのこの算出方法によるランキングを見て妥当と思えるものと認め、「先発・中継ぎ・抑え」を公平に見比べることができるのが素晴らしいと評価している。
2016年1月12日、福岡県北九州市にあるJR九州硬式野球部のグラウンドで白仁田寛和、佐野皓大、吉良俊則トレーナーら4人で行っていた合同練習の帰路で、住宅街の路上でうずくまっていた96歳の女性を救助し、白仁田が女性をおんぶして数百メートル離れた女性の自宅まで送り届けた。女性は股関節付近を骨折しており搬送先の病院で治療を受けたが、幸いにも4人の救助が功を奏して命に別状はなかった。

## 詳細情報

### 年度別投手成績
| 年 度     | 球 団      | 登 板 | 先 発 | 完 投 | 完 封 | 無 四 球 | 勝 利 | 敗 戦 | セ 丨 ブ | ホ 丨 ル ド | 勝 率 | 打 者 | 投 球 回 | 被 安 打 | 被 本 塁 打 | 与 四 球 | 敬 遠 | 与 死 球 | 奪 三 振 | 暴 投 | ボ 丨 ク | 失 点 | 自 責 点 | 防 御 率 | W H I P |
| --------- | ---------- | ----- | ----- | ----- | ----- | -------- | ----- | ----- | -------- | ----------- | ----- | ----- | -------- | -------- | ----------- | -------- | ----- | -------- | -------- | ----- | -------- | ----- | -------- | -------- | ------- |
| 2007      | オリックス | 8     | 0     | 0     | 0     | 0        | 1     | 0     | 0        | 2           | 1.000 | 40    | 10.2     | 7        | 2           | 3        | 0     | 0        | 13       | 1     | 0        | 3     | 3        | 2.53     | 0.94    |
| 2008      | オリックス | 36    | 22    | 3     | 0     | 0        | 15    | 3     | 0        | 3           | .833  | 688   | 172.1    | 134      | 14          | 42       | 1     | 2        | 151      | 4     | 0        | 55    | 48       | 2.51     | 1.02    |
| 2009      | オリックス | 17    | 17    | 2     | 0     | 0        | 1     | 9     | 0        | 0           | .100  | 428   | 91.1     | 121      | 17          | 40       | 1     | 4        | 74       | 6     | 0        | 78    | 72       | 7.09     | 1.76    |
| 2010      | オリックス | 29    | 13    | 1     | 0     | 0        | 5     | 8     | 0        | 2           | .385  | 381   | 83.0     | 107      | 10          | 27       | 3     | 4        | 58       | 5     | 0        | 47    | 44       | 4.77     | 1.61    |
| 2011      | オリックス | 1     | 0     | 0     | 0     | 0        | 0     | 0     | 0        | 0           | ----  | 6     | 0.1      | 5        | 1           | 0        | 0     | 0        | 0        | 0     | 0        | 5     | 5        | 135.00   | 16.67   |
| 2012      | オリックス | 21    | 9     | 0     | 0     | 0        | 3     | 5     | 0        | 2           | .375  | 288   | 64.1     | 73       | 7           | 19       | 1     | 7        | 45       | 0     | 0        | 38    | 35       | 4.90     | 1.43    |
| 2013      | オリックス | 27    | 0     | 0     | 0     | 0        | 0     | 0     | 0        | 1           | ----  | 169   | 39.1     | 42       | 2           | 12       | 0     | 3        | 32       | 0     | 0        | 19    | 19       | 4.35     | 1.37    |
| 2014      | オリックス | 4     | 0     | 0     | 0     | 0        | 0     | 0     | 0        | 0           | ----  | 18    | 3.2      | 4        | 0           | 3        | 0     | 1        | 1        | 0     | 0        | 1     | 1        | 2.45     | 1.91    |
| 2015      | オリックス | 12    | 0     | 0     | 0     | 0        | 0     | 0     | 1        | 1           | ----  | 53    | 14.1     | 7        | 1           | 5        | 0     | 1        | 13       | 1     | 0        | 4     | 4        | 2.51     | 0.84    |
| 2016      | オリックス | 4     | 1     | 0     | 0     | 0        | 0     | 1     | 0        | 0           | ----  | 20    | 3.1      | 6        | 1           | 3        | 0     | 0        | 1        | 1     | 0        | 4     | 4        | 10.80    | 2.70    |
| NPB：10年 | NPB：10年  | 159   | 62    | 6     | 0     | 0        | 25    | 26    | 1        | 11          | .490  | 2091  | 482.2    | 506      | 55          | 154      | 6     | 22       | 388      | 18    | 0        | 254   | 235      | 4.38     | 1.37    |

### WBCでの投手成績
| 年 度 | 代 表 | 登 板 | 先 発 | 勝 利 | 敗 戦 | セ ｜ ブ | 打 者 | 投 球 回 | 被 安 打 | 被 本 塁 打 | 与 四 球 | 敬 遠 | 与 死 球 | 奪 三 振 | 暴 投 | ボ ｜ ク | 失 点 | 自 責 点 | 防 御 率 |
| ----- | ----- | ----- | ----- | ----- | ----- | -------- | ----- | -------- | -------- | ----------- | -------- | ----- | -------- | -------- | ----- | -------- | ----- | -------- | -------- |
| 2009  | 日本  | 1     | 0     | 0     | 0     | 0        | 9     | 2.2      | 0        | 0           | 1        | 0     | 0        | 5        | 0     | 0        | 0     | 0        | 0.00     |

### 表彰
- 新人王（2008年）
- 2008ゴールデン・ルーキー賞（2008年）
- ヤナセ オリックス・バファローズMVP賞：1回（2008年）[17]
- いわき市市民栄誉賞（2008年）[18]

### 記録
投手記録
- 初登板：2007年7月16日、対千葉ロッテマリーンズ12回戦（千葉マリンスタジアム）、7回裏二死に4番手で救援登板・完了、1回1/3を無失点
- 初奪三振：2007年9月1日、対千葉ロッテマリーンズ18回戦（千葉マリンスタジアム）、7回裏にサブローから空振り三振
- 初勝利：2007年9月9日、対福岡ソフトバンクホークス21回戦（福岡Yahoo! JAPANドーム）、6回裏に2番手で救援登板、1回無失点
- 初ホールド：2007年9月13日、対東北楽天ゴールデンイーグルス23回戦（フルキャストスタジアム宮城）、8回裏に2番手で救援登板、1回無失点
- 初先発登板・初先発勝利：2008年4月9日、対福岡ソフトバンクホークス2回戦（福岡Yahoo! JAPANドーム）、5回1失点
- 初完投勝利：2008年7月8日、対東北楽天ゴールデンイーグルス12回戦（クリネックススタジアム宮城）、9回1失点
- 初セーブ：2015年9月18日、対東北楽天ゴールデンイーグルス22回戦（楽天koboスタジアム宮城）、10回裏に6番手で救援登板・完了、1回無失点

その他の記録
- オールスターゲーム出場：1回（2008年）

### 背番号
- 28（2007年 - 2016年）
- 88（2017年 - 2020年）

### 登場曲
- 「Burning Heart」Survivor
- 「Blue Flame」TAKUYA

### 代表歴
- 2009 ワールド・ベースボール・クラシック日本代表
- 2017アジアウインターベースボールリーグ：NPBウエスタン選抜：投手コーチ[5]